# Byrsopteris nipponica
Byrsopteris nipponica là một loài dương xỉ trong họ Dryopteridaceae. Loài này được Kurata in Nameg. mô tả khoa học đầu tiên năm 1961.
Danh pháp khoa học của loài này chưa được làm sáng tỏ. 